# Teste do acetato de anilina
O teste do acetato de anilina é uma análise química para identificar a presença de certos carboidratos. Estes carboidratos pode ser convertidos (por ácido clorídrico) para furfural, que reage com acetato de anilina para produzir uma cor rosa brilhante.